# アンパーラ空港
アンパーラ空港（アンパーラくうこう、シンハラ語: අම්පාර ගුවන්තොටුපළ、タミル語: அம்பாறை விமான நிலையம்、英語: Ampara Airport）はスリランカ東部州アンパーラ県アンパーラにある空港。

## 概要
アンパーラ県の県都アンパーラを担当する空港であり、アンパーラ市から北西に8km程の距離にある。
軍民共用空港であり、アンパーラ空港にはスリランカ空軍のアンパーラ空軍基地が置かれている。

## 就航路線
| 航空会社     | 就航地                        |
| ------------ | ----------------------------- |
| FitsAir      | ラトゥマラナ空港 (チャーター) |
| ヘリツアーズ | ラトゥマラナ空港              |